# Axiaallager

Axiaallager

Een axiaallager is een lager dat ontworpen is om axiale krachten (krachten in de lengterichting van de as) op te nemen. Dit in tegenstelling tot de meeste overige lagers, die (hoofdzakelijk) radiale krachten (krachten haaks op de as) opnemen. 
Axiaallagers zijn er in de vorm van een taatslager en een kraaglager. Een taatslager is op het eind van een as geplaatst, terwijl een kraaglager op een doorlopende as geplaatst wordt.
Een axiaallager kan een glijlager zijn (een bekend voorbeeld daarvan is de taats waarop de koningsspil van een molen rust), maar doorgaans is het een rollend lager, bijvoorbeeld een kogellager.
Axiaallagers worden gebruikt voor alle toepassingen waarbij er druk op een roterende as wordt uitgeoefend.

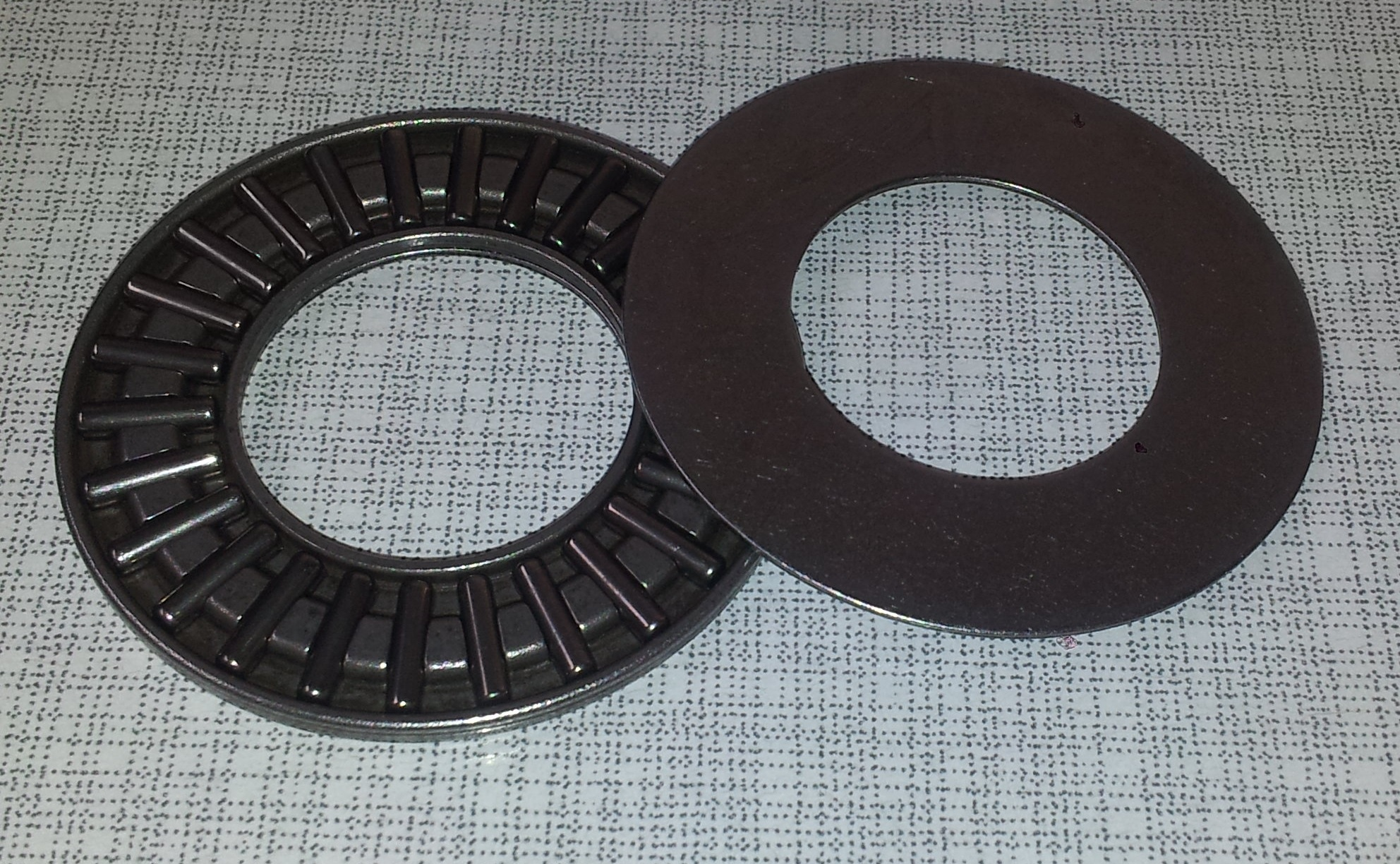
Axiaal naaldlager
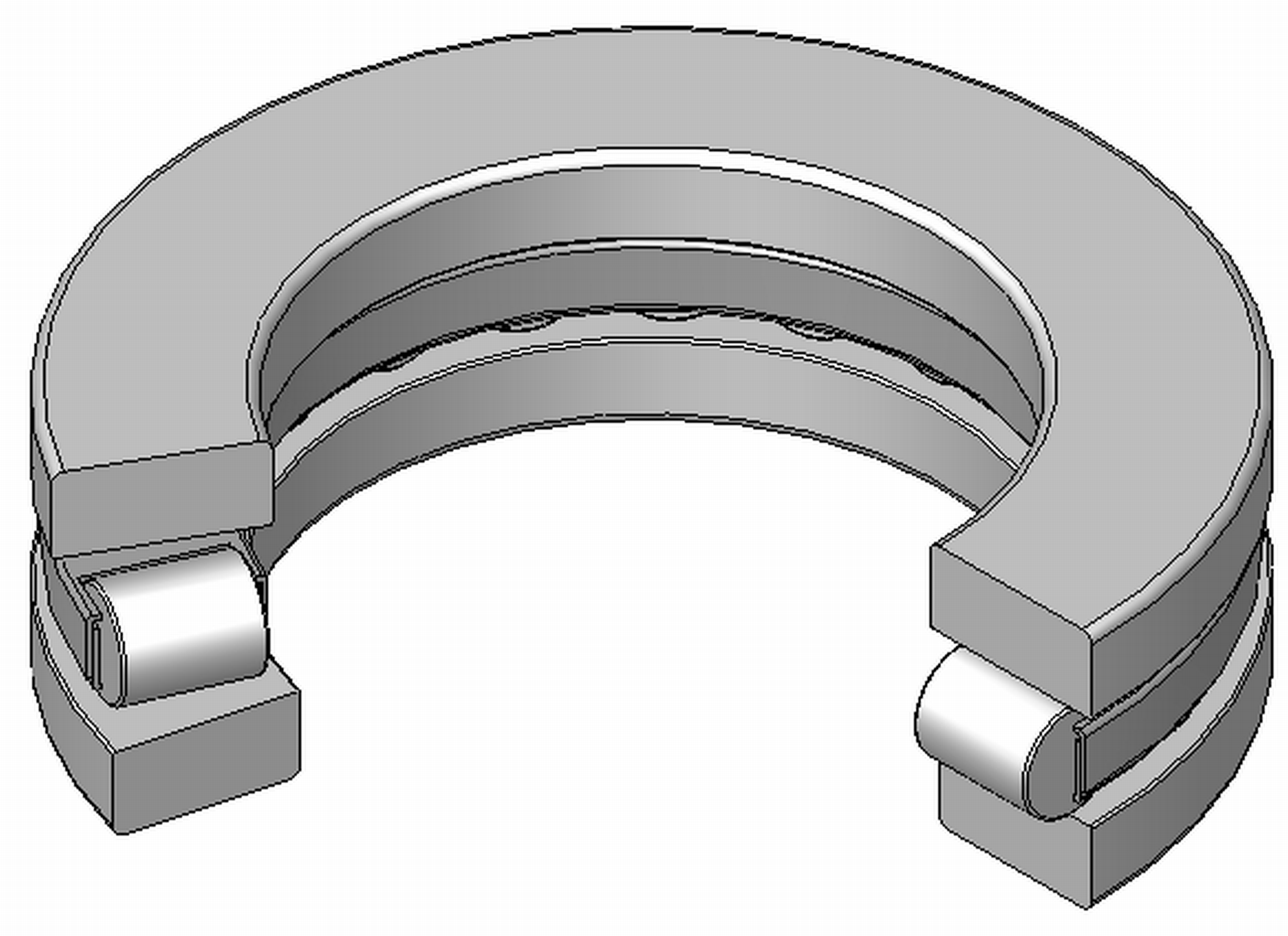
Cilindrisch axiaallager
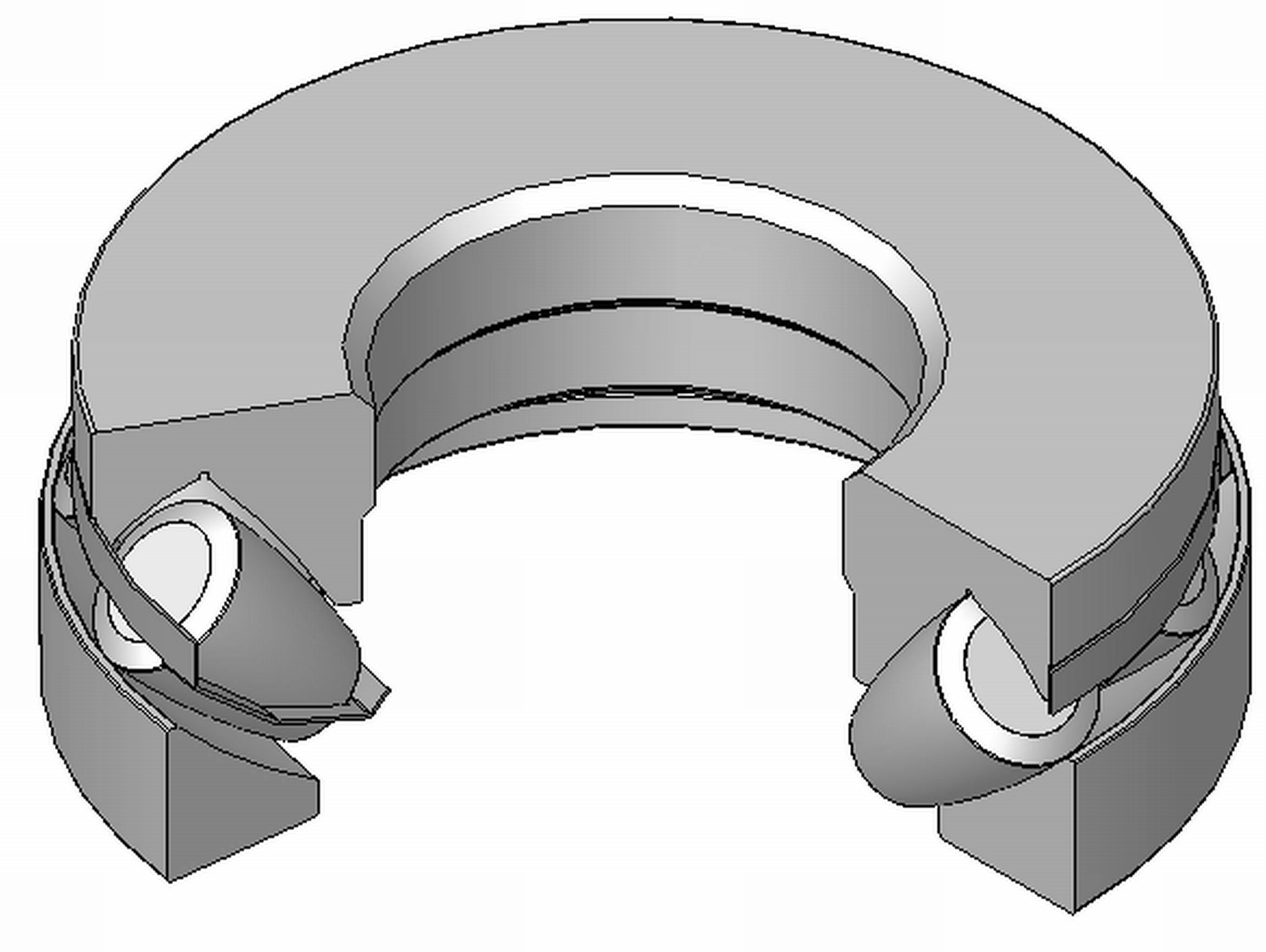
Zelfcentrerend axiaallager
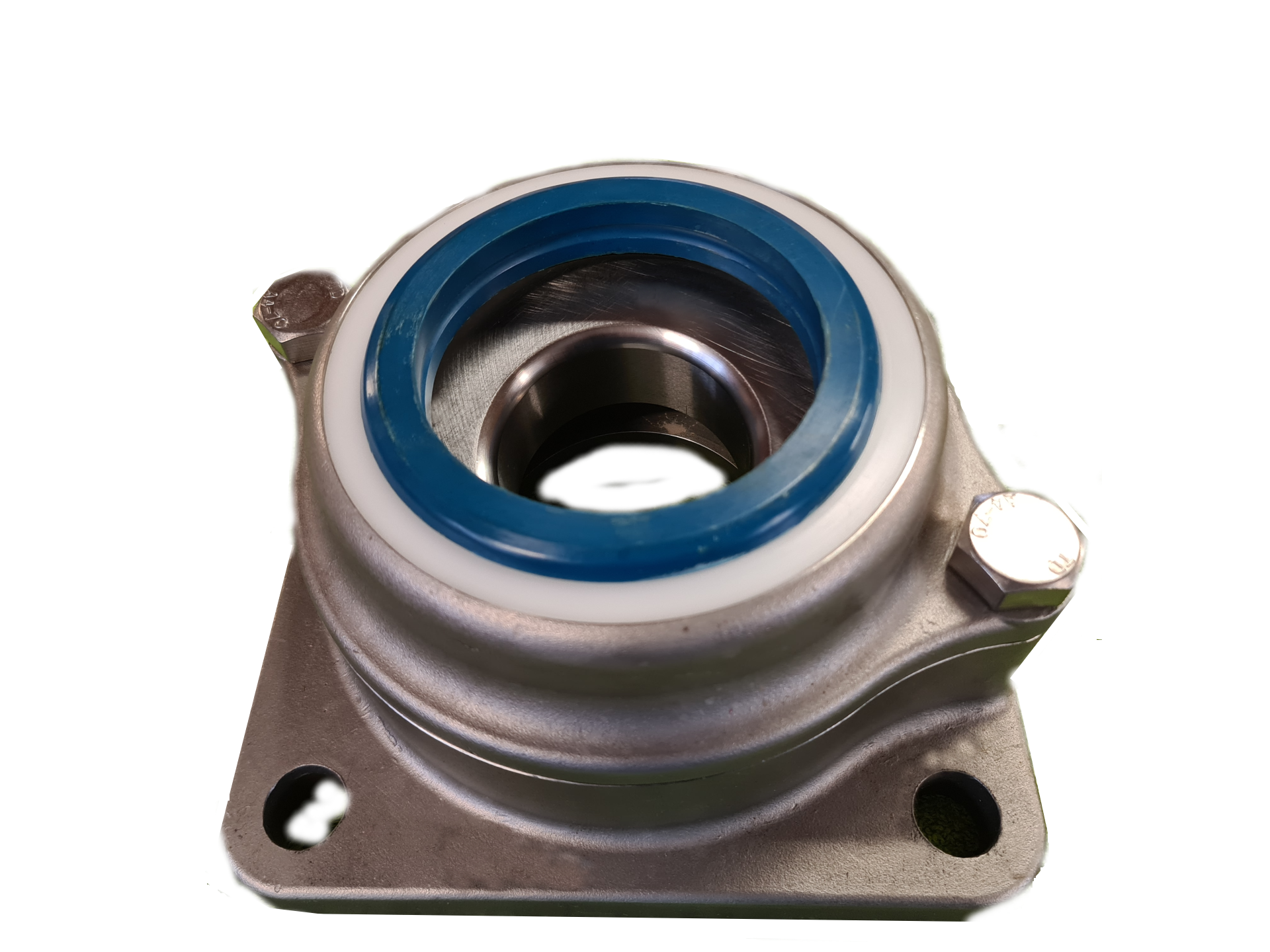
Taatslager in RVS 316 huis inclusief afdichting